# Édouard Perroy
Édouard Perroy (2 de agosto de 1901 - 26 de julio de 1974) fue un historiador medieval francés y miembro de la Resistencia francesa.

## Vida
Perroy nació en Grenoble, pasó su agregación en 1924 y fue profesor en la Universidad de Glasgow de 1924 a 1934. Defendió su tesis sobre la política religiosa de Ricardo II en 1934. Al año siguiente, fue nombrado maestro de conferencias en la Universidad de Lille, donde se hizo profesor, trasladándose a la Sorbona en 1949, jubilándose en 1971.
Durante la Segunda Guerra Mundial, Perroy fue miembro de la Resistencia francesa. Bajo el seudónimo de "Besson", fue responsable de la propaganda de los Movimientos Unidos de la Resistencia en la región del Loira. En abril de 1944, fue nombrado miembro de la junta ejecutiva de esa organización. En 1945, fue elegido para anunciar la liberación de Saint-Étienne a la ciudad. Por sus actividades durante la guerra, recibió la Médaille de la Résistance . Después de la liberación de Francia, fue nombrado miembro de la comisión encargada de recopilar la historia de la Resistencia.
Fue un especialista de la Baja Edad Media en Inglaterra. Mostró especial interés en las relaciones anglo-francesas durante el período y escribió extensamente sobre ese tema, así como sobre la Guerra de los Cien Años y la ocupación inglesa de Francia.
Fue elegido miembro correspondiente de la Academia Británica en 1958. En su honor, en 1973, se publicó un festschrift con sesenta y cuatro colaboradores, Économies et Sociétés au Moyen-Âge. Mélanges offerts à Édouard Perroy.